# Syllepte isozona
Syllepte isozona là một loài bướm đêm trong họ Crambidae.